# Juri Winkler
Juri Sam Winkler (* 21. Dezember 2003 in Berlin) ist ein deutscher Schauspieler und Synchronsprecher.

## Leben
Juri Winkler fing im Alter von sechs Jahren zu schauspielern an und konnte dank einer Reihe von Engagements in Kino- und Fernsehspielfilmen sowie Kurzfilmen professionelle Erfahrung an Filmsets sammeln. Dazu zählen u. a. Rollen in den Spielfilmen Großstadtklein und Der Geschmack von Apfelkernen (2013) oder den Kurzfilmen Lilli (2011/2012), Ich bin nicht mutig (2012) und Die Unschuldigen, welcher in der Sektion Perspektive Deutsches Kino auf der Berlinale 2014 gezeigt wurde. Unterstützung erhielt er dabei durch seine „unprominenten Eltern“. Größere Aufmerksamkeit erhielt Winkler durch die Titelrolle des Oskar in den Kinoverfilmungen einer Jugendbuchreihe von Andreas Steinhöfel um ein ungleiches Freundespaar, das Kriminalfälle löst: Rico, Oskar und die Tieferschatten, Rico, Oskar und das Herzgebreche, Rico, Oskar und der Diebstahlstein (2014–2016).
Positive Beachtung fand auch seine Rolle im Tatort: Unter Kriegern (2018), wo er einen kalt-berechnenden Jungen verkörperte, der einen gleichaltrigen Vereinskameraden verdursten lässt sowie seine eigene Mutter ersticht. Winkler war damit einer der bisher jüngsten Darsteller eines Mörders in der Geschichte des langjährigen Formats.
Winkler lebt in Berlin.

## Filmografie (Auswahl)
- 2011/2012: Lilli (Kurzfilm)
- 2011/2012: Ich bin nicht mutig (Kurzfilm)
- 2012: Beutolomäus und der falsche Verdacht (Fernsehfilm)
- 2013: Großstadtklein
- 2013: Der Geschmack von Apfelkernen
- 2013: Die Unschuldigen (Kurzfilm)
- 2014: Rico, Oskar und die Tieferschatten
- 2015: Rico, Oskar und das Herzgebreche
- 2016: Rico, Oskar und der Diebstahlstein
- 2017: Superheroes (Kurzfilm)
- 2017: Eine gute Mutter (Fernsehfilm)
- 2017: Fremde Tochter
- 2017: The Squonk (Kurzfilm)
- 2017/2018: Letzte Spur Berlin (Fernsehserie, 5 Episoden)
- 2018: Ostfriesenblut
- 2018: Tatort: Unter Kriegern (Fernsehreihe)
- 2019: Tatort: Nemesis (Fernsehreihe)
- 2020: Das letzte Wort (Fernsehserie)
- 2022: SOKO Leipzig: Mutprobe
- 2022: Der Bergdoktor: Hochspannung
- 2023: Die Bergretter: Höhenfeuer
- 2024: Löwenzahn: Survival – Überleben in der Wildnis
- 2024: Alter weißer Mann
- 2024: In aller Freundschaft: Vollgas
- 2025: Notruf Hafenkante (Fernsehserie, Folge "Der Preis der Lüge")